# Gerdmordet

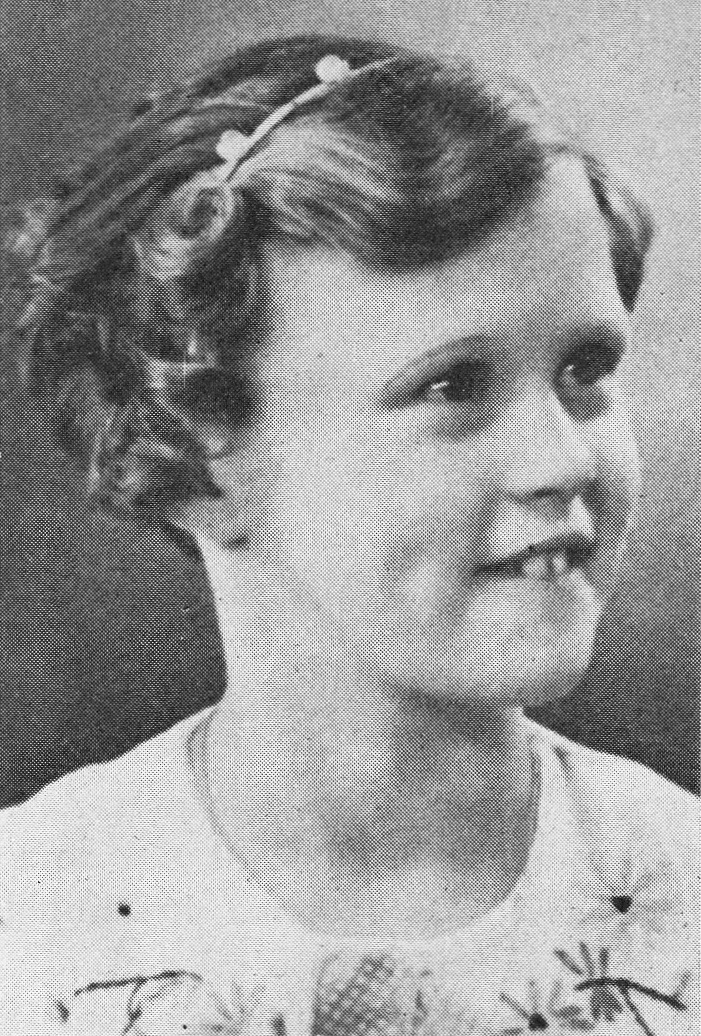
Gerd Johansson.

Gerdmordet var ett uppmärksammat mord i Stockholm i början av december 1939.
Den 1 december 1939 försvann en 10-årig flicka vid namn Gerd Johansson från Torsgatan vid S:t Eriksplan, nära sitt hem på Birkagatan 23. Åtta dagar senare hittades hon våldtagen och strypt vid Lötsjön i Sundbyberg utanför Stockholm. Svenska tidningar fylldes med artiklar – bland annat intervjuades hennes lekkamrat Jan Sparring, som senare blev känd sångare. Knappt en månad senare publicerades uppgifter i svensk media att mördaren måste haft en schäfer eller liknande hund. Det skrevs också att det funnits jutefibrer på Gerds kappa, och att polisen letade efter en svart bil som Gerd skulle ha blivit bortförd i. Samma dag som uppgifterna publicerades jordfästes Gerd i Sandsborgskrematoriet.
Tipsen strömmade in till svensk polis. Några av dessa tips gällde den 33-årige potatishandlaren och idrottsmannen Olle Möller, som sex veckor efter mordet förhördes som misstänkt första gången. Han hävdade att hans schäfer varit sjuk och avlivats före mordet – det senare visade sig vara osant. Hunden hade dock avlivats innan det blivit känt via massmedia att man funnit hundhår på Gerds kläder. Den 17 januari 1940 släpptes Olle Möller fri och samma år utfäste Aftonbladet en belöning på 10 000 kronor till den som tipsade polisen så att gärningsmannen kunde gripas. I december 1940 häktades Olle Möller igen. Den 7 mars 1941 dömdes han till tio års straffarbete för "försök till våldtäkt samt för misshandel varav döden följt". Vittnen hade berättat att de sett honom nära Sankt Eriksplan varifrån Gerd försvann; andra vittnen ansåg att mannen som fört bort Gerd påminde om Möller men att det inte var han. Möller överklagade till hovrätten, som fastställde domen och Högsta domstolen beslutade den 26 juni 1942 att "den ej finner skäl att göra någon ändring i rådhusrättens och hovrättens beslut". Ett av justitieråden ville frikänna Olle Möller. Kritiker av Gerddomen hävdade att flera vittnesmål var falska, med belöning som syfte, och 1984 offentliggjorde ett av vittnena att han vittnat falskt.
Efter Olle Möllers död fortsatte dottern att kämpa för pappans resning och ett vittne framträdde som erkände att han i Stockholms rådhusrätt vittnat falskt mot Olle Möller. Högsta domstolen avslog dock ansökan. Olle Möller dog 1983, och kyrkoherden Berndt Sverker tog i ett tal upp vad som kunde hända när någon bär falsk vittnesbörd mot sin nästa. Högsta domstolen avslog Olle Möllers resningsansökan den 24 maj 1985. 1998 gjordes ett DNA-test, men dåtidens teknik kunde varken fria eller fälla honom.

### Fotnoter
1. ↑  ”Var Färnström skyldig till Gerd-mordet?”. Nyhetsverket. 24 juni 2012. Arkiverad från originalet den 31 maj 2016. https://web.archive.org/web/20160531183641/http://www.nyhetsverket.se/nyhet/24286/Var-F%C3%A4rnstr%C3%B6m-skyldig-till-Gerd-mordet. Läst 26 april 2016.